# Slag bij Reimerswaal
De Slag bij Reimerswaal (29 januari 1574) was een zeeslag tijdens de Tachtigjarige Oorlog tussen een Spaanse koninklijke vloot en een geuzenvloot. De slag vond plaats op de Oosterschelde, nabij Reimerswaal.
In april 1572 kozen op Walcheren de steden Vlissingen, Veere en Arnemuiden voor de prins. Alleen Middelburg bleef trouw aan de koning van Spanje. Er ontbrandde hierdoor op Walcheren een langdurige strijd en Middelburg werd belegerd.  Er ontstond een steeds groter gebrek aan voedsel, wapens en andere noodzakelijke goederen. Een hernieuwde poging van de Spaanse bevelhebber Sancho d'Avila om een bevoorradingsvloot te sturen leidde tot de slag.
Op 29 januari 1574 kwam het bij Reimerswaal tot een treffen tussen de Spaanse en de geuzenvloot. De Spaanse vloot werd volledig verslagen en op 8 februari capituleerde Middelburg.

## Wat vooraf ging
Van 1559 tot 1567 was Margaretha van Parma landvoogdes over de Habsburgse Nederlanden. De Nederlanden gingen zwaar gebukt onder de vervolging van de protestanten Omdat Filips II Margaretha bij deze taak niet helemaal vertrouwde werd zij bijgestaan door Antoine Perrenot de Granvelle. Door de macht die hij uitoefende op de landvoogdes raakte deze steeds meer klem tussen Filips II en de plaatselijke adel.De spanning liep daardoor hoog op. Dat leidde er toe dat Filips II in 1567 Fernando Álvarez de Toledo in haar plaats benoemde tot landvoogd.

## Beleg van Middelburg
De inneming van den Briel veroorzaakte een kettingreactie, vooral op Walcheren waar de Watergeuzen al plunderend vele dorpen veroverden op de Spanjaarden. Middelburg bleef echter Spaans en maakte zich op voor een lang beleg.

## Bevoorradingsvloot
Requesens besloot Cristóbal de Mondragón in Middelburg te hulp te snellen. Onder Sancho d’Alvia werd een poging ondernomen om met een bevoorradingsvloot naar Middelburg te varen. D’Alvila zou met grote schepen de Westerschelde afvaren. Gelijktijdig zouden kleinere smakken onder De Glimes en Romero met voorraden en troepen vanuit Bergen op Zoom, via de Oosterschelde Walcheren moeten bereiken en hun spullen afleveren voor Middelburg. De vloot stond onder bevel van admiraal Romero.Tegen het advies van De Glimes besloot Romero met de vloot uit te varen.

## De Slag bij Reimerswaal
Oranje, die zelf in Zeeland aanwezig was, beschikte ook over een vloot. De Westerschelde werd bewaakt door 40 schepen onder bevel van admiraal Cornelis Claasz van Vlissingen. 70 andere schepen, onder bevel van Lodewijk van Boisot en Joos de Moor waren belast met de bewaking van de route langs de Oosterschelde.
Op 29 januari 1574 kregen de Nederlandse en Spaanse vloot elkaar in zicht. Met de opkomende vloed en noordwesten wind viel Boisot, die zijn vloot in drie eskaders had opgedeeld, de Spaanse vloot aan. Hij had zijn hele bemanning aan dek opgesteld, klaar om de Spanjaarden te enteren. Maar het geschut- en musketvuur vanaf het schip van de Glimes brachten aan zijn bemanning grote schade toe. Zelf verloor Boisot een oog. 
Zijn schip liep door deze misrekening nu het risico door de Spanjaarden geënterd te worden. Andere Zeeuwse schepen klampten het Spaanse admiraliteitsschip aan. Jasper Leynsen slaagde er in de vlag van de Glimes naar beneden te halen. Boisot liet onderdeks een paar tonnen buskruit tot ontploffing brengen. Het schip raakte licht beschadigd, maar het had effect. De Spanjaarden dachten dat ze met het schip de lucht in zouden gaan, sprongen overboord.
De Spaanse achterhoede hield zich op een afstand en nam met wat kanonvuur deel aan de verwarde strijd van schip tegen schip. De Glimes sneuvelde in de strijd. Romero sprong over boord. Hij waadde door de modder naar de Tholense dijk. Requesens die vanaf dit punt de gevechten had gadegeslagen besloot te vluchten, terug naar Bergen op Zoom.

## Resultaat
Het gevolg van de Slag bij Reimerswaal was dat Middelburg in februari 1574 in handen van de Nederlandse opstandelingen viel. Maar belangrijker: na Den Briel en Reimerswaal was Spanje diep onder de indruk, en was het zelfvertrouwen van de Geuzen sterk gegroeid. Dat zou de rest van de Tachtigjarige oorlog sterk beïnvloeden.